# 54 aC

## Esdeveniments

### República Romana
- Appi Claudi Pulcre i L. Domici F. Cn. N. Aenobarb són cònsols.
- Gneu Pompeu Magne construeix el primer teatre permanent de Roma.
- Marc Licini Cras Dives I arriba a Síria com a procònsol.
- Octàvia la Menor i Gai Claudi Marcel Menor es casen.

## Naixements
- Seneca d'Elder (data aproximada)
- Tibul, poeta romà. (data aproximada)

## Necrològiques
- Huo Chengjun, emperador de la Xina durant la dinastia Han.
- Júlia filla de Juli Cèsar.
- Luci Valeri Flac
- Mitridates III rei de l'Imperi Part.